# Montbazon
Montbazon is een gemeente in het Franse departement Indre-et-Loire (regio Centre-Val de Loire). De plaats maakt deel uit van het arrondissement Tours. Montbazon telde op 1 januari 2022 4.839 inwoners.

## Geografie
De oppervlakte van Montbazon bedroeg op 1 januari 2022 6,5 vierkante kilometer; de bevolkingsdichtheid was toen 744,5 inwoners per km².

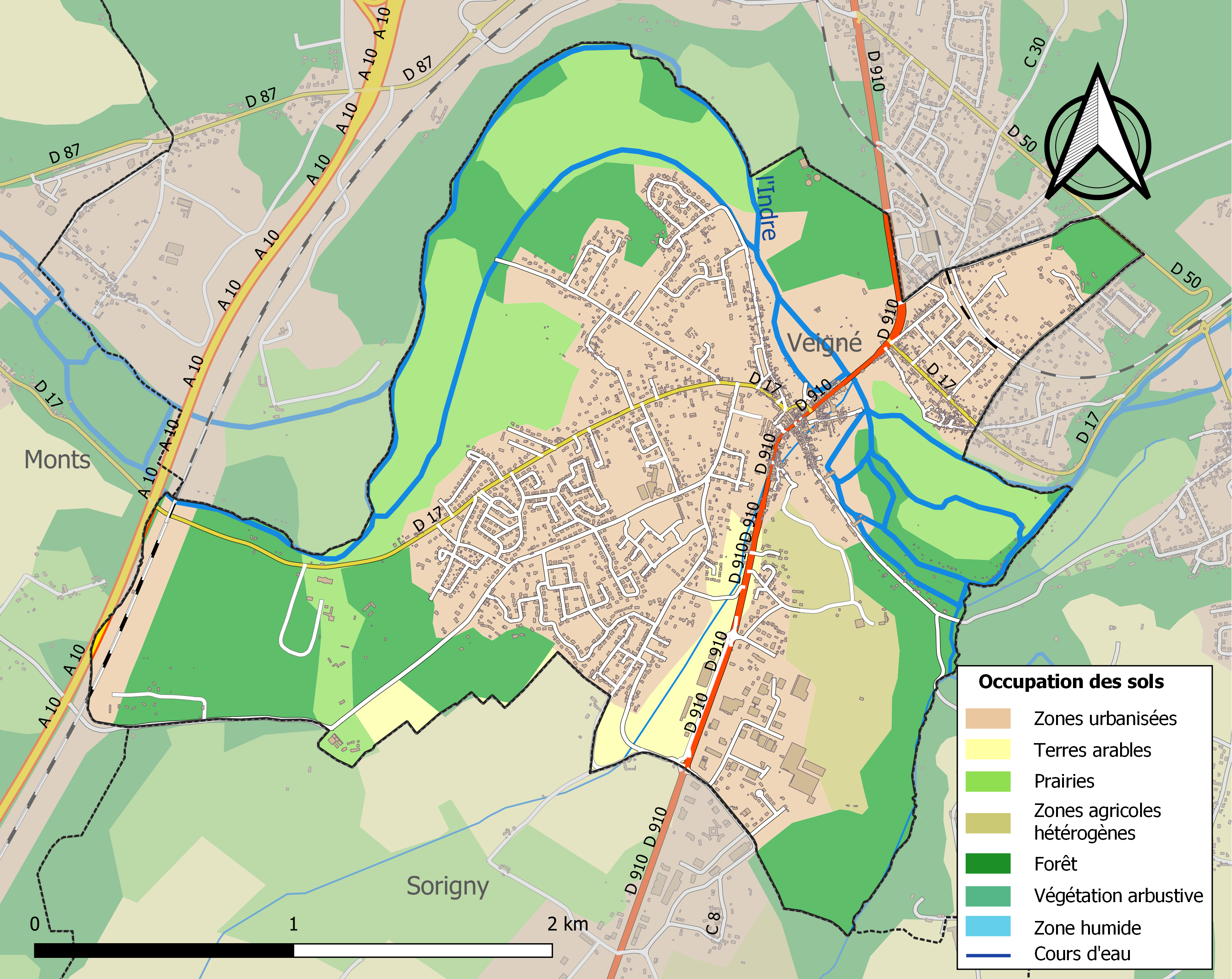
Kaart van de gemeente met belangrijkste infrastructuur, bodemgebruik en omliggende gemeenten

## Demografie
Onderstaande figuur toont het verloop van het inwonertal (bron: INSEE-tellingen).